# Onthophagus petrovitzianus
Onthophagus petrovitzianus là một loài bọ cánh cứng trong họ Bọ hung (Scarabaeidae).